# Petavatthu
El Petavatthu (tdl. ‘Historias de Fantasmas’) es una escritura del budismo theravada, incluida en la Colección Menor (Khuddaka Nikaya) del Sutta Pitaka del Canon Pali. Ostensiblemente, informa historias y conversaciones entre el Buda y sus discípulos. Está compuesto por 51 narrativas en verso que describen específicamente cómo los efectos de los malos actos pueden llevar al renacimiento en el mundo infeliz de los petas (fantasmas) según la doctrina del kamma. Más importante aún, detalla cómo las acciones meritorias de los vivos pueden beneficiar a estos seres sufrientes.
La escritura también incluye historias de los viajes de Maha Moggallāna al reino de los fantasmas hambrientos y sus discusiones con estos fantasmas y su comprensión del reino. También incluye una historia de cómo Sariputta rescató a su madre del infierno haciendo ofrendas a los monjes como una forma de creación de méritos para aumentar las posibilidades de que un fantasma hambriento renazca como un ser superior.
La escritura dio prominencia a la doctrina de que dar limosnas a los monjes puede beneficiar a los fantasmas de los parientes vistos en el Festival de los Fantasmas Hambrientos y las ceremonias realizadas en Camboya, Sri Lanka, Tailandia y Laos. Aunque los académicos lo consideran un texto posterior con relativamente poco contenido doctrinal o mérito literario, el Petavatthu y un texto similar, el Vimānavatthu, se convirtieron en fuentes populares para sermones debido a las narrativas sobre los efectos del kamma contenidas en sus comentarios.

## Legado
La historia de Sariputta en el Petavatthu fue adaptada en China en el siglo VI para formar el sutra mahayana Yulanpen Sutra, que hace de Mulian (es decir, Maudgalyayana) su héroe. Similar a su efecto en Sur y Sudeste Asiático, la difusión de la historia llevó a la propagación de un Festival de los Fantasmas en toda la Sinosfera.
Una versión de la historia de Maudgalyayana en el Petavatthu se convirtió por separado en una leyenda o cuento popular chino conocido como Mulian Rescata a su Madre.

## Ediciones
- "Stories of the departed" Historias de los Difuntos, tr Henry S. Gehman, in Minor Anthologies of the Pali Canon, volume IV, 1942, Pali Text Society, Bristol
- In "Peta-Stories" Historias de Peta, tr U Ba Kyaw & Peter Masefield, 1980, Pali Text Society, Bristol; traducción del comentario, con los versos incrustados; la traducción preferida de PTS

### Citas
1. ↑  Sayers, 2013, p. 91.
2. 1 2  (Langer, 2007, p. 276).
3. ↑  «Petavatthu – Historias de un Fantasma Hambriento». Consultado el 1 de febrero de 2007.
4. ↑  Pearce, Callum (2013). «Las culturas funerarias budistas del sudeste asiático y China». Mortality 18 (4): 388-389. S2CID 144383079. doi:10.1080/13576275.2013.843512.
5. ↑  Schober, Juliane (2002). Biografía Sagrada en las Tradiciones Budistas del Sur y Sudeste Asiático. ISBN 9788120818125.
6. ↑  «Maha-Moggallana». www.accesstoinsight.org.
7. ↑  «Ancestros | Encyclopedia.com». www.encyclopedia.com.
8. ↑  Skilling, Peter. “Autenticidad Escritural y las Escuelas Śrāvaka: Un Ensayo hacia una Perspectiva India.” El Budista Oriental, vol. 41, no. 2, 2010, pp. 1–47. JSTOR, www.jstor.org/stable/44362554. Consultado el 25 de febrero de 2020.
9. ↑  http://www.sacbc.org/docs/Thoughts%20on%20Obon.pdf